# Lättvikt
Lättvikt är en tävlingsklass inom flera idrotter, bland annat boxning och MMA. MMA-utövare i lättvikt får väga som mest 70,3 kilo. För amatörboxare är maxvikten 60 kilo, och för proffsboxare 61,2.